# Адам Вюртембергский
Герцог Адам Карл Вильгельм Станислав Евгений Павел Людвиг Вюртембергский (нем. Adam Karl Wilhelm Nikolaus Paul Eugen von Württemberg; 16 января 1792, Пулавы, Речь Посполитая — 26 июля 1847, Бад-Швальбах, Германия) — представитель вюртембергского королевского дома, племянник императрицы Марии Фёдоровны, двоюродный брат Александра I и Николая I, генерал-лейтенант Русской императорской армии.

## Биография
Происходил из Вюртембергского дома. Родился в имении своего деда, князя Адама Чарторыйского, и назван в его честь. Сын Людвига Вюртембергского от первого брака (1784—1793) с княжной Марией Анной Чарторыйской. В войне против России 1792 года его отец — генерал-лейтенант, главнокомандующий литовской армией Речи Посполитой, отказался сражаться против российских войск и покинул армию, из-за чего его жена, мать Адама в 1793 году подала на развод и ушла в монастырь.
Военную службу Адам Вюртембергский начал в вюртембергской армии. Участник заграничных походов 1813—1814 годов. С 1818 года — генерал-майор.
В чине бригадного генерала командовал II бригадой уланов в армии Царства Польского. Активный участник подавления Польского ноябрьского мятежа 1830—1831 годов.
Несмотря на то, что многочисленная родня по линии матери поддержала выступление повстанцев, а его дядя являлся руководителем мятежного правительства, Адам Вюртембергский не принял предложений выступить на их стороне.
Он сражался при Грохове и на своей родине в Люблинском воеводстве, где в то время в Пулавах находились его ближайшие родственники. Родная бабушка Изабелла Чарторыйская, активная сторонница повстанцев, вместе с его матерью и теткой, 5 марта 1831 были изгнаны им из Пулавского дворца, после чего А. Вюртембергский отдал приказ и двумя залпами артиллерийской батареи по родовому гнезду нанес ему серьёзные разрушения.
С 14 мая 1831 года — генерал-лейтенант русской армии. Служил командиром лейб-гвардии Гусарского полка. Был генерал-адъютантом (1830) императора Николая I. Вышел в отставку 30 декабря 1844 года. После ухода из армии уехал в Германию, где умер в городе Бад-Швальбахе в 1847 году.

## Награды
- Орден Святой Анны 1 ст. (1814)
- Орден Святого Георгия 4 ст. (1815)
- Алмазные знаки к Ордену Святой Анны 1 ст. (1820)
- Орден Белого орла (Царство Польское, 1829)
- Золотая сабля «За храбрость» с алмазами (1831)
- Орден Святого Владимира 2 ст. (1831)
- Польский знак отличия «За военное достоинство» 2 ст. (1831)
- Орден Святого Александра Невского (1832)

Иностранные:
- французский орден Почётного легиона, офицер (1815)
- австрийский орден Леопольда, командор (1815)
- прусский орден «Pour le Mérite» (1816)
- вюртембергский орден Короны, большой крест (1818)
- вюртенбергский орден «За военные заслуги», командор
- вюртенбергский орден Фридриха (1831)
- французский орден Святого Людовика (1831)
- саксен-альтенбургский орден Эрнестинского дома (1835)
- баденский орден Верности 1 кл. (1837)
- баденский орден Церингенского льва, большой крест (1837)

## Комментарии
1. ↑  В Вюртембергском королевском доме титул герцог носили все потомки главы дома (короля Вюртемберга) по прямой мужской законной линии. То есть, в этой семье после 1806 года герцог — титул принца, а не титул правящего герцогством монарха.